# Hrabstwo Alleghany (Wirginia)

Piramida wieku hrabstwa

Hrabstwo Alleghany – hrabstwo w USA, w stanie Wirginia, według spisu z 2000 roku liczba ludności wynosiła 12 926. Siedzibą hrabstwa jest Covington

## Geografia
Według spisu hrabstwo zajmuje powierzchnię 1162 km², z czego 1159 km² stanowią lądy, a 3 km² – wody.

### Miejscowości
- Clifton Forge
- Iron Gate

### CDP
- Callaghan
- Low Moor
- Selma